# 1939年のラジオ (日本)
1939年のラジオ (日本)では、1939年の日本のラジオ番組、その他ラジオ界の動向について記す。

## 主なその他ラジオ関連の出来事
- 7月1日 - 日本放送協会が第一放送を全国放送・第二放送を都市放送と改称[1]。放送開始・終了時のコールサインアナウンスを取りやめ、オルゴール音のみになる[1]。

## 主な放送番組

### 開始番組

#### 1939年4月放送開始
東京中央放送局
- 20日 - 抒情詩曲[1]

#### 1939年7月放送開始
日本放送協会全国放送
- 6日 - 時局談話[1]
- 10日 - 府県めぐり[1]

#### 1939年9月放送開始
日本放送協会全国放送
- 5日 - 物語「宮本武蔵」